# Ферфілд (Огайо)

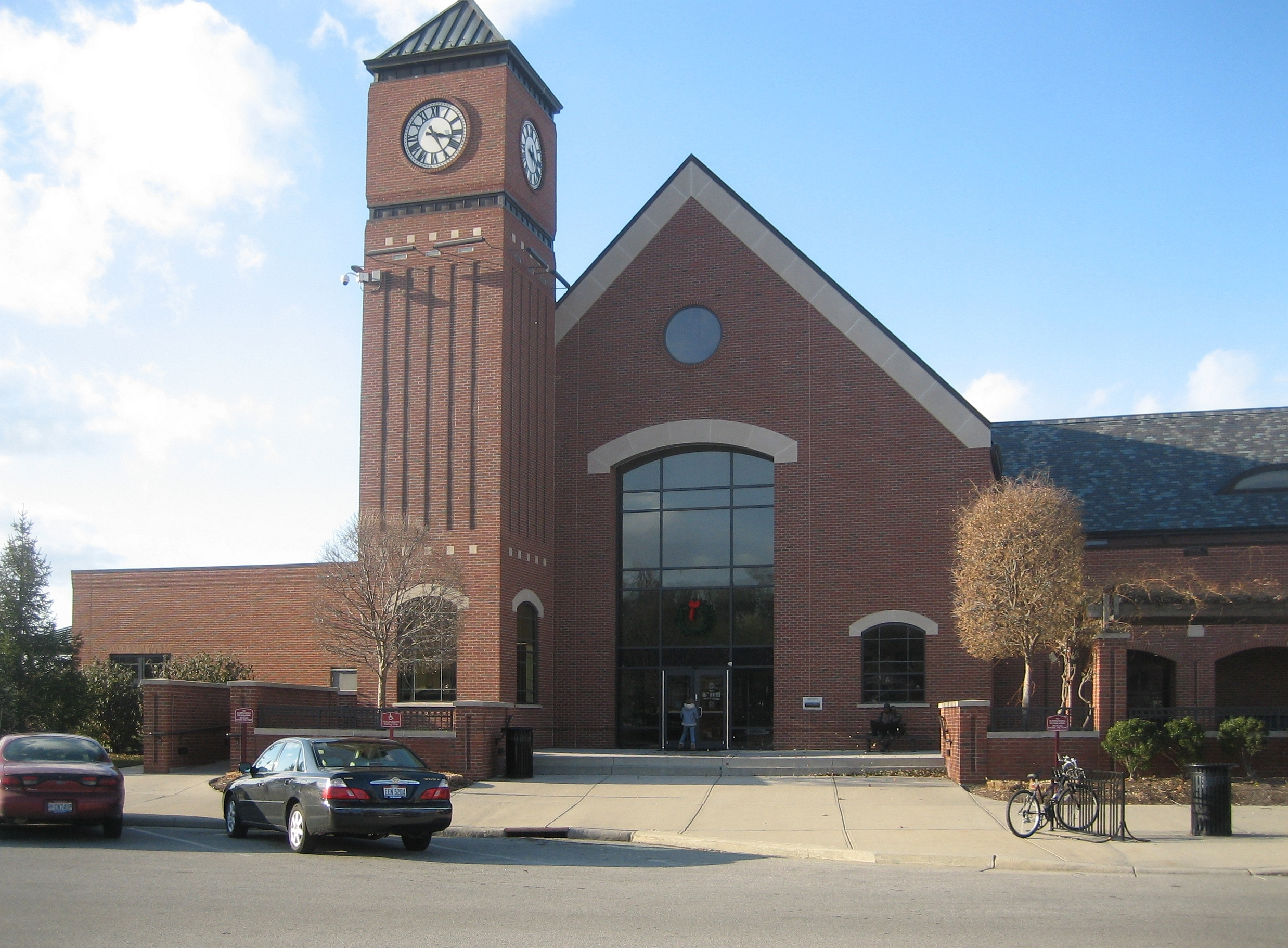
Міська бібліотека

Ферфілд (англ. Fairfield) — місто (англ. city) в США, в округах Батлер і Гамільтон штату Огайо, недалеко від нього розташовано одне з найбільших міст штату — Цинциннаті. Ферфілд було засноване в 1787 році, але отримало статус міста лише в 1955. Населення — 44 907 осіб (2020).

## Географія
Ферфілд розташований за координатами 39°19′53″ пн. ш. 84°32′34″ зх. д. / 39.33139° пн. ш. 84.54278° зх. д. (39.331420, -84.542716).  За даними Бюро перепису населення США в 2010 році місто мало площу 54,54 км², з яких 54,23 км² — суходіл та 0,31 км² — водойми.

## Демографія
Згідно з переписом 2010 року, у місті мешкало 42 510 осіб у 17 415 домогосподарствах у складі 11 372 родин. Густота населення становила 779 осіб/км².  Було 18803 помешкання (345/км²).
Расовий склад населення:
| - 79,0 % — білих - 12,8 % — чорних або афроамериканців - 2,4 % — азіатів - 0,3 % — корінних американців - 0,1 % — вихідців з тихоокеанських островів - 3,0 % — осіб інших рас |

До двох чи більше рас належало 2,4 %. Частка іспаномовних становила 5,5 % від усіх жителів.
За віковим діапазоном населення розподілялося таким чином: 23,2 % — особи молодші 18 років, 63,8 % — особи у віці 18—64 років, 13,0 % — особи у віці 65 років та старші. Медіана віку мешканця становила 38,3 року. На 100 осіб жіночої статі у місті припадало 92,9 чоловіків;  на 100 жінок у віці від 18 років та старших — 90,5 чоловіків також старших 18 років.
Середній дохід на одне домашнє господарство  становив 68 577 доларів США (медіана — 56 370), а середній дохід на одну сім'ю — 81 004 долари (медіана — 66 651). Медіана доходів становила 48 680 доларів для чоловіків та 36 681 долар для жінок. За межею бідності перебувало 8,3 % осіб, у тому числі 12,3 % дітей у віці до 18 років та 2,4 % осіб у віці 65 років та старших.
Цивільне працевлаштоване населення становило 22 465 осіб. Основні галузі зайнятості: освіта, охорона здоров'я та соціальна допомога — 21,2 %, виробництво — 15,9 %, роздрібна торгівля — 14,9 %.